# 訃報 1974年4月
訃報 1974年4月（ふほう 1974ねん4がつ）では、1974年（昭和49年）4月中に物故した、又は物故が報じられた人物についてまとめる。

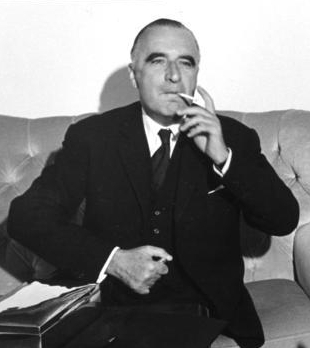
ジョルジュ・ポンピドゥー / 4月2日没

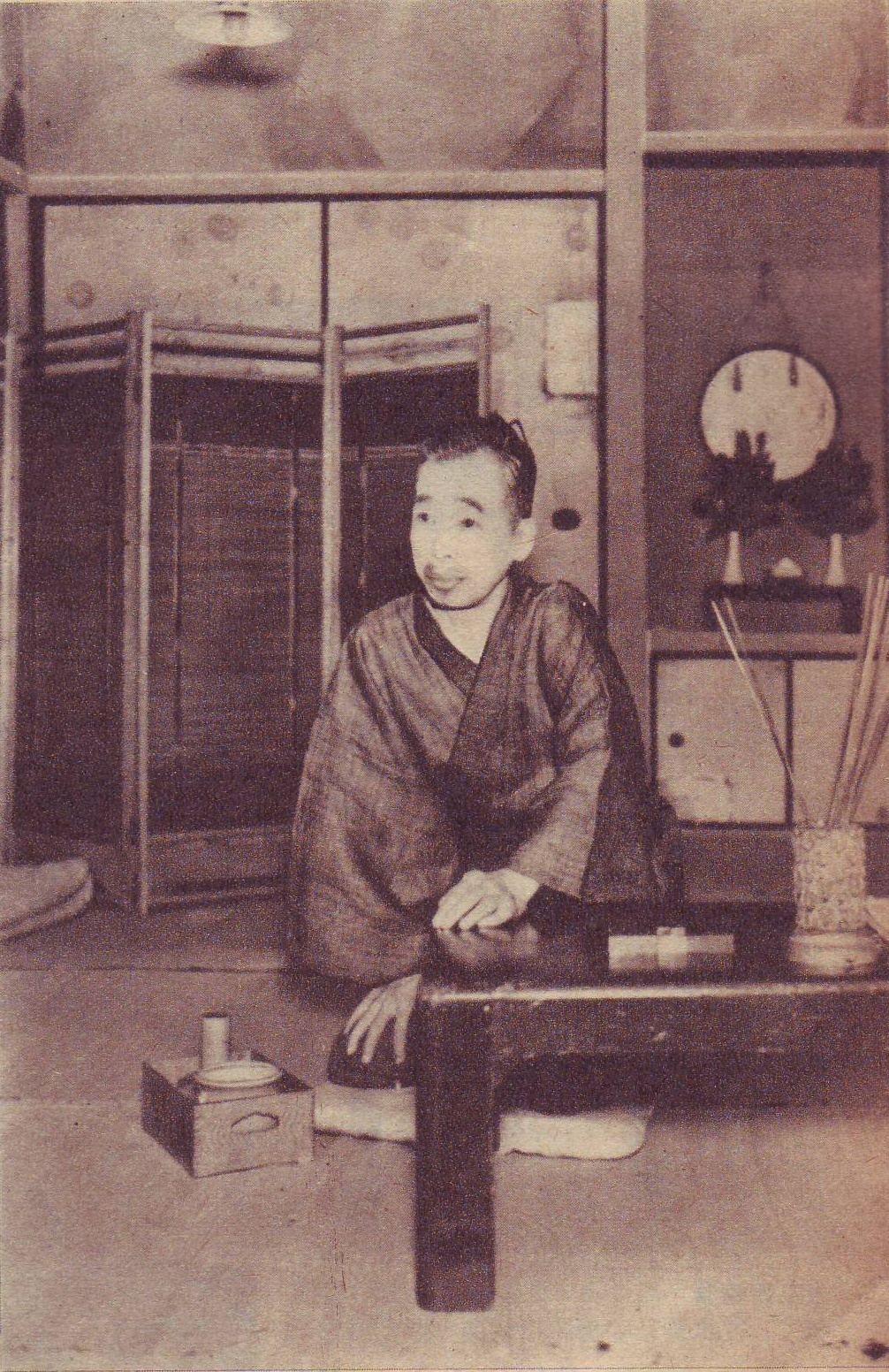
曾我廼家十吾/ 4月7日没

## （1日 - 15日）
- 4月1日 - 吉田一枝、法学者（* 1893年）
- 4月1日 - 高田敏子、教育家（* 1892年）
- 4月2日 - ジョルジュ・ポンピドゥー、フランス第五共和政第2代大統領（* 1911年）
- 4月2日 - 足立実、政治家（* 1895年）
- 4月2日 - 福田須磨子、詩人・エッセイスト・小説家（* 1922年）
- 4月4日 - 平塚常次郎、実業家・政治家（* 1881年）
- 4月7日 - 曾我廼家十吾、喜劇俳優（* 1891年）
- 4月10日 - 小川弘貫、僧侶（* 1905年）
- 4月12日 - ウィリアム・ルベイ、地質学者（* 1898年）
- 4月12日 - 津村紀三子、能楽師（* 1902年）
- 4月13日 - 知葉友雄、元ラグビー選手（* 1905年）
- 4月13日 - 堀木鎌三、鉄道官僚・政治家（* 1898年）
- 4月13日 - 半田道玄、囲碁棋士（* 1915年）
- 4月13日 - 中村星湖、文学者（* 1884年）

## （16日 - 30日）
- 4月17日 - 大村純毅、華族・陸軍軍人・政治家（* 1903年）
- 4月18日 - マルセル・パニョル、小説家・劇作家・映画監督（* 1895年）
- 4月18日 - 里見岸雄、思想家（* 1897年）
- 4月19日 - 坂本万七、写真家（* 1900年）
- 4月21日 - 山脇正隆、陸軍軍人（* 1886年）
- 4月22日 - 阿部源蔵、政治家・内務官僚（* 1900年）
- 4月23日 - サイ・ウィリアムズ、メジャーリーガー（* 1887年）
- 4月23日 - 石松量蔵、盲目の牧師（* 1888年）
- 4月24日 - 小宮山常吉、実業家・政治家（* 1882年）
- 4月27日 - 行岡忠雄、医師・柔道整復師（* 1901年）
- 4月28日 - 真島正市、応用物理学者（* 1886年）
- 4月30日 - 安成二郎、歌人・小説家（* 1886年）
- 4月30日 - 佐藤森三、郷土史家・民俗学者（* 1908年）